# Ballyhoura Mountains SAC
Ballyhoura Mountains SAC este o arie protejată (arie specială de conservare — SAC, sit de importanță comunitară — SCI) din Irlanda întinsă pe o suprafață de 730,37 ha, integral pe uscat.

## Localizare
Centrul sitului Ballyhoura Mountains SAC este situat la coordonatele 52°18′23″N 8°31′37″W / 52.306463°N 8.52687°V.

## Înființare
Situl Ballyhoura Mountains SAC a fost declarat sit de importanță comunitară în iunie 2003 pentru a proteja 2 specii de animale. Situl a fost protejat și ca arie specială de conservare în iulie 2021.

## Biodiversitate
Situată în ecoregiunea atlantică, aria protejată conține 3 habitate naturale: Pajiști umede nord-atlantice cu Erica tetralix, Pajiști uscate europene, Turbării de acoperire (* exclusiv pentru turbării active).
La baza desemnării sitului se află mai multe specii protejate de  păsări (2): erete vânăt (Circus cyaneus), șoim călător (Falco peregrinus)
Pe lângă speciile protejate, pe teritoriul sitului au mai fost identificate 1 specie de amfibieni, 1 specie de reptile.